# Riss Cool
 (août 2025).
Riss Cool de son vrai nom Ulysse Aymar Atindoda Tchèkpo, est un artiste chanteur, parolier et instrumentiste béninois né le 23 octobre 1980 à Abomey et mort le mercredi 20 mars 2013 au Centre national hospitalier Hubert Koutoukou Maga de Cotonou (CNHU).

## Biographie
Riss Cool nait le 23 octobre 1980 à Abomey au quartier Hountondji. Né dans une famille polygame, il a quatre frères et une sœur issus d'une même mère et plusieurs demi-frères,. Il est le père d'une fille de 17 ans Arelle Chèkpo, son enfant unique qui est le fruit de sa relation avec Noémie Bitiboto dont il se sépare. Il se met ensuite en couple avec Paulette Gbèmanonzin avec qui il reste 5 ans. Le 20 mars 2013, il meurt au Centre National Hospitalier et Universitaire Hubert Koutoukou Maga de Cotonou (CNHU) des suites d'une longue maladie à l'âge de 32 ans, mettant ainsi fin à sa carrière de chanteur marqué par la sortie de six albums.

## Genre musical
Adepte du Tchink système, Riss Cool en fait son genre musical tout au long de sa carrière de chanteur. Il fait ses débuts dans le monde de la musique pour la première fois en tant que danseur au côté de Stan Tohon un chanteur, musicien, compositeur béninois surnommé « le roi du Tchink System ». Surnommé le fils du Roi du Tchink System, il a à son actif six albums: 
- Gbèmin,
- Sègbè,
- Ok, j’ai compris,
- Je suis bleu,
- Le silencieux,
- Ma question),

Et un dernier album qui ne sortira jamais.

## Distinctions
Après plusieurs années de prestation artistique Riss-Cool remporte en 2011 le prix Conavab.

## Circonstance de mort
Le mercredi 20 mars 2013, l'artiste meurt au service des urgences du Centre National Hospitalier et Universitaire Hubert Koutoukou Maga de Cotonou (CNHU-HKM). Il est admis deux fois à cause de douleurs qu'il ressentait à la jambe gauche à la suite d'un spectacle qu'il avait donné à Bohicon. Il bénéficie d'intenses prières chez un groupe évangéliste à Hêvié et de soins dans le centre de santé de Bupdos Anastasis d'Agla. Il est ensuite retourné chez lui à Cococodji. Optimiste quant à sa guérison, ce mal qui l'immobilise depuis 7 mois a fini par l'emporter. Il est inhumé le 12 avril 2013 à Abomey.

## Hommage
Le jour de ses obsèques, sa dépouille mortelle est exposée au Hall des Arts de Cotonou le 12 avril 2013. Présents ses parents et amis, ses fans et des autorités de la culture béninoise. Arrivé à la Mairie de Bohicon, le cortège funèbre a du mal à passer vu la foule présente. De Bohicon à Abomey, la population suit le cortège accueilli par une haie d'honneur sur plusieurs kilomètres tout en chantant l'un de ses titres populaires "Ma question". Le 20 mars 2014, un an après son décès, un concert est organisé au Collège d'enseignement général 4 de Bohicon en hommage à l'artiste. Des dignitaires, des têtes couronnées, des autorités politico-administratives, Stan Tohon et plusieurs artistes présents. Le dernier album sur lequel il travaillait fut poursuivi par ses amis et ses fans et officiellement lancé ce jour-même. Des messages d'hommages ont fusé de plusieurs pays de la sous-région en rappel à sa mémoire. Plusieurs autres manifestations ont rendu hommage à la mémoire du défunt en ce jour, notamment celle des femmes du marché de Dantokpa. Le 20 mars 2015, à l'occasion de la commémoration des deux ans de décès de l'artiste, ses fans d'Allada lui ont rendu hommages dans leurs médias à travers une émission spéciale « Spéciale Hommage à Riss Cool ». Six ans après, ses fans se souviennent encore de lui.

## Vie privée
Père d'une fille, Arelle Chèkpo est placé sous tutelle de Dah Djissa Houétchénou Premier ministre de la Cour royale d’Abomey, qui est l'ancien tuteur de l'artiste.

## Discographie
Riss Cool a à son actif six albums: Gbèmin, Sègbè, Ok, J’ai compris, Je suis bleu, Le silencieux, Ma question.